# 四甲基二䏲
四甲基二䏲，又称四甲基二锑，是一种有机锑化合物，化学式为(CH3)2SbSb(CH3)2，或简写为Me2SbSbMe2。

## 制备
四甲基二䏲可由甲基氢化锑的分解得到，也可由镁（或锌）还原(CH3)2SbBr，产物进一步纯化后得到。

## 物理性质
四甲基二䏲在固态为红色，液态为黄色，气态为无色，具有热致变色性质。其分子间通过Sb…Sb相互作用成链状结构，甲基互为反式，其中Sb-Sb距离2.84 A，Sb…Sb距离3.68 A。

## 化学性质
四甲基二䏲的化学性质活泼，对空气敏感，可自燃。其苯溶液可被空气氧化为(CH3)2SbO(OH)。
它在200℃分解为锑单质和三甲基䏲。
四甲基二䏲的Sb-Sb键可以被一些含卤化合物断裂：
Me2SbSbMe2 + 2 HCl → 2 Me2SbCl + H2
Me2SbSbMe2 + BrCCl3 → Me2SbCCl3 + Me2SbBr
Me2SbSbMe2 + PhCH2Br → Me2SbCH2Ph + Me2SbBr
和卤素单质的反应类似：
Me2SbSbMe2 + X2 → 2 Me2SbX （X＝Cl, Br, I）
四甲基二䏲可以和Me2Bi-BiMe2或Pr2Bi-BiPr2发生交换反应，产生含Sb-Bi键的金属有机化合物：
Me2BiBiMe2 + Pr2BiBiPr2 ⇔ 2 Pr2BiSbMe2
此外，通过反应，还能形成含有Sb-Te键的有机化合物：
Me2SbSbMe2 + (p-MeC6H4Te)2 → 2 p-MeC6H4TeSbMe2

## 拓展阅读
- Arthur J. Ashe III, Edward G. Ludwig Jr., Josef Oleksyszyn, et al. The structure of tetramethyldistibine. Organometallics, 1984, 3 (2), pp 337–338 DOI: 10.1021/om00080a035
- Attila. Csaszar , Lise. Hedberg , Kenneth. Hedberg, et al. Gas-phase molecular structure of tetramethyldistibine, (CH3)2Sb−Sb(CH3)2. Organometallics, 1986, 5 (11), pp 2257–2259. DOI: 10.1021/om00142a014